# Ramiro I. (Aragón)

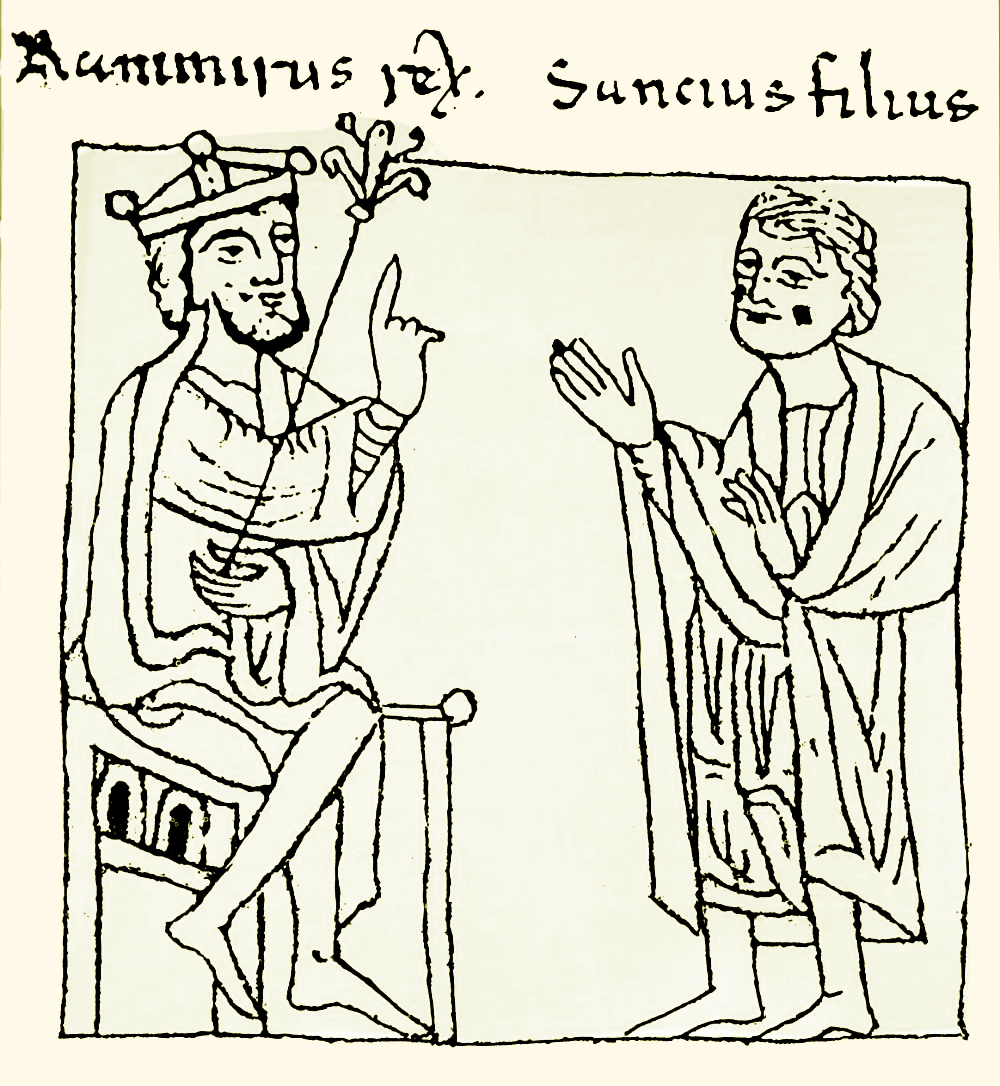
Ramiro I. (links) und sein Sohn Sancho Ramírez (rechts) in einer Darstellung aus dem 13. Jahrhundert.

Ramiro I. (* um 1000; † 8. Mai 1063 bei Graus) war von 1035 bis 1063 der erste König von Aragón aus dem Haus Jiménez.

## Herkunft
Ramiro war ein unehelicher Sohn des Königs Sancho III. von Navarra und der Sancha von Aibar. Eine Urkunde seines Vaters vom 21. Oktober 1022 lässt vermuten, dass er dessen zweiter Sohn gewesen war. Seine Halbgeschwister waren:
- Mayor († vor 1044), ⚭ mit Graf Pons Wilhelm von Toulouse.
- García III. († 1054), König von Navarra.
- Gonzalo († 1045), König von Ribagorza und Sobrarbe.
- Ferdinand I. (1018–1065), Graf von Kastilien und König von León.
- Bernardo († nach 1024).
- Jimena († nach 1062), ⚭ mit König Bermudo III. von León.

## Herrschaft

Das Königreich Aragón (grün) unter der Herrschaft Ramiros I.

Nach dem Tod des Vaters 1035 erhielt Ramiro aus dessen umfangreichen Erbe die ehemalige Grafschaft Aragón, die ursprünglich zur spanischen Mark des Frankenreichs gehört hatte, aber schon vor einigen Generationen von den Königen Pamplonas annektiert worden war. Ihr Territorium entsprach in etwa dem der heutigen Comarca Jacetania, also das Land um den Hauptort Jaca. Offenbar bestanden bezüglich Ramiros Status unterschiedliche Auffassungen, insbesondere bezüglich seines Verhältnisses zum ältesten legitim geborenen Bruder García III., dem vom Vater vermutlich die Rolle eines Familienseniors zugewiesen worden war. Jedenfalls betrachtete sich Ramiro selbst, wie seine anderen Brüder auch, als eigenständigen König, mit welchem Titel er sich erstmals anlässlich seiner ersten Eheschließung am 22. August 1036 urkundlich nennt. In einer Urkunde Garcías aus dem Jahr 1048 hingegen wird er in deutlicher Unterscheidung zu den anderen Brüdern lediglich als „sogenannter König“ (quasi pro rege) bezeichnet.
Die Beziehung zwischen Ramiro und García war offenbar von Anfang an konfliktbeladen, indem Ersterer gegen das dynastische Seniorat des Letzteren und der damit verbundenen politischen Unterordnung aufbegehrte. Im Jahr 1043 begann Ramiro schließlich einen Krieg mit García, gegen den er sich mit den maurischen Königen von Huesca, Saragossa und Tudela verbündete. Allerdings verlor er den Krieg schnell durch seine Niederlage in der Schlacht von Tafalla. Dadurch nach Westen hin in die Schranken gewiesen, lenkte Ramiro seine Expansionsbestrebungen in andere Richtungen. Zunächst konnte er 1045 die Ermordung seines Bruders Gonzalo ausnutzen und die östlich an Aragón grenzenden Landschaften Sobrarbe und Ribagorza dauerhaft annektieren. Am 16. August 1045 konnte er erstmals mit einer entsprechend erweiterten Titulierung beurkunden. Im Jahr 1054 vermochte Ramiro ebenfalls vom Tod seines Bruders García zu profitieren, der gegen Ferdinand in der Schlacht von Atapuerca gefallen war, indem er seinen Neffen Sancho IV. unter seinen Schutz stellte und sich dies mit der Abtretung einiger Burgen entlohnen ließ.
Danach richtete Ramiro sein Augenmerk nach Süden gegen das maurische al-Andalus, wo er vor allem auf Kosten des Taifa-Königreichs von Saragossa Land zu gewinnen suchte. Ziel war es hier, Positionen im Vorpyrenäengebiet entlang des Vero bis zu seinem Zusammenfluss mit dem Cinca bei Barbastro zu sichern, von wo aus der weitere Vormarsch in das Ebro-Tal erfolgen konnte. Allerdings geriet er hier in Gegensatz zu seinem jüngsten Bruder Ferdinand, der sich mittlerweile als König von León-Kastilien etabliert hatte und außerdem einen Oberherrschaftsanspruch über alle spanischen Reiche, auch über die maurischen, erhob. Angesichts der Bedrohung durch Aragón sah der König von Saragossa, al-Muqtadir, sich genötigt, freiwillig Vasall Ferdinands zu werden, um von diesem Schutz zu erhalten. Als Ramiro im Frühjahr 1063 einen Angriff auf die Grenzstadt Graus am Vero unternahm, zog ihm al-Muqtadir mit seinen Truppen entgegen. Unter den maurischen Kriegern befand sich auch eine Gruppe kastilischer Ritter, die von Ramiros Neffen Sancho angeführt wurden. In der Schlacht von Graus erwies sich das maurische Heer als überlegen und Ramiro fiel. Nach der Überlieferung des Al-Turtūshī (Sirāj al-mulūk) wurde er von einem maurischen Krieger, der sich als christlicher Ritter verkleidet in das Lager der Aragónesen schmuggeln konnte, getötet. Er wurde in der Abtei San Juan de la Peña bestattet.

## Ehen und Nachkommen
In erster Ehe war Ramiro seit 1036 verheiratet mit Gisberga-Ermensinde, einer Tochter des Grafen Bernhard Roger von Foix-Bigorre († 1049). Der Ehevertrag wurde am 22. August 1036 in San Juan de la Peña aufgesetzt. Ihre Kinder waren:
- Teresa Ramírez; ⚭ mit Markgraf Wilhelm VI. Bertrand von der Provence.
- Sancho Ramírez († 1094), Nachfolger als König von Aragón.
- García Ramírez († 1086), späterer Bischof von Jaca-Huesca und Pamplona.
- Urraca Ramírez († 1077/78)[15], Äbtissin in Santa María von Santa Cruz de la Serós.
- Sancha Ramírez († 1097)[16], ⚭ Graf Ermengol III. von Urgell (1032–1065).

In zweiter Ehe war er seit etwa 1054 mit Agnes verheiratet, einer die Tochter des Herzogs Wilhelm VII. von Aquitanien († 1090). Diese Ehe blieb kinderlos.
Mit einer unbekannten Frau namens Amuña hatte er einen unehelichen Sohn, Sancho Ramirez, Herr von Aybar. Dieser ist als ältester Sohn Ramiros urkundlich bezeugt.

## Signum
Das Signum (Bild 1), mit dem Ramiro I. die meisten seiner Urkunden bezeugt hatte, wurde ab dem 14. Jahrhundert rückwirkend als silbernes Kreuz aufgetragen heraldisch rechts oben auf einem blauen Schild als Wappen der ersten Königsdynastie Aragóns anerkannt (Bild 2). Der Historiker Jéronimo Zurita (Anales de la corona de Aragón) identifizierte dieses Kreuzzeichen mit dem legendären „Kreuz des Iñigo Arista“ (Bild 3), das diesem während einer Schlacht gegen die Mauren als göttliches Zeichen am Himmel erschienen sein soll. Heute ist dieses Wappen ein Bestandteil des Wappens der spanischen Region Aragón (Bild 4).

Bild 1
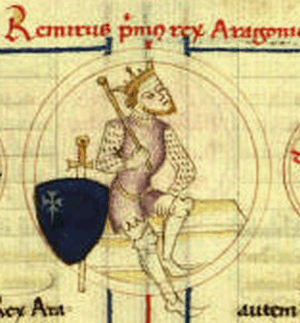
Bild 2 Ramiro I. von Aragón
Bild 3
Bild 4